# Valeri Lewenthal
Valeri Lewenthal, russisch Валерий Левенталь (* 17. August 1938 in Moskau; † 8. Juni 2015 in Maryland, USA) war ein russischer Bühnenbildner und Szenograph.

## Biografie
Valeri Lewenthal absolvierte 1962 den Ausbildungsgang des Staatlichen Film-Instituts als Filmdesigner. Sein Debüt fand ein Jahr zuvor mit der Segel-Produktion Lebt wohl, ihr Tauben statt. Seit 1963 arbeitete er als Bühnenbildner.
Ab 1965 arbeitete Lewenthal am Bolschoi-Theater in Moskau, 1988 bis 1995 war er Ausstattungs-Chef des Hauses. Sein Werk schuf er vor allem für Opernproduktionen von Boris Pokrowski. Er entwarf die Ausstattungen zu Madama Butterfly und Tosca von Giacomo Puccini, Semjon Kotko, Die Verlobung im Kloster und Der Spieler von Sergej Prokofjew, Anna Karenina, Tote Seelen, Die Möwe und Die Dame mit dem Hündchen von Rodion Konstantinowitsch Schtschedrin, Im Morgengrauen ist es noch still und Macbeth von Kirill Molchanov, Mozart und Salieri, Mlada, Die Nacht vor Weihnachten von Nikolai Rimski-Korsakow, Cipollino von K. Khachaturyan, Così fan tutte von Wolfgang Amadeus Mozart, Katerina Ismailowa von Dmitri Schostakowitsch, Carmen von Georges Bizet, Eugen Onegin und Die Jungfrau von Orleans von Peter Tschaikowski, Fürst Igor von Alexander Borodin, Le Corsaire von Cesare Pugni, Don Quijote von Ludwig Minkus und anderen.
Lewenthal wirkte auch an DDR-Bühnen, so an der Berliner Staatsoper (Franz Schreker: Der Schmied von Gent, Regie: Erhard Fischer) und an der Komischen Oper, wo er mit Walter Felsenstein und Harry Kupfer (Giustino, 1985 und Die Zauberflöte, 1999) zusammenarbeitete.
Von 1983 bis 1996 war Lewenthal Professor an der Schule des Künstlertheaters Moskau, wo er die Abteilung für Bühnenbild begründete.